# Juan Millé Giménez
Juan Millé Giménez o Jiménez (Almería, 1884 - íd. 1945), escritor y erudito español.

## Biografía
Fue profesor de literatura en la Universidad de La Plata y en la Escuela de comercio de Buenos Aires. Colaboró asiduamente en La Nación de Buenos Aires y en diversas revistas sobre filología hispánica, especialmente en Humanidades de Buenos Aires, en la Revue Hispanique, en Nosotros, en Verbum y en la Revista de la Biblioteca del Ayuntamiento de Madrid.

## Obra
Sus notas eruditas y trabajos monográficos versan en su mayor parte sobre escritores del Siglo de Oro y sobre todo tres autores: Miguel de Cervantes, Lope de Vega y Luis de Góngora. Destacan en especial sus Apuntes para una bibliografía de las obras no dramáticas de Lope de Vega y la edición, en colaboración con su hermana Isabel, de las Obras completas de Luis de Góngora y Argote (Madrid: Aguilar, 1932, muy reimpreso después). Publicó también una edición crítica del Estebanillo González en dos volúmenes (Madrid: Espasa Calpe, 1934).
Entre sus libros críticos pueden citarse Lope, Góngora y los orígenes del culteranismo (Madrid, Tip. de la Revista de Arch, Bibl. y Museos, 1924); Sobre la génesis del Quijote: Cervantes, Lope, Góngora, el Romancero General, el Entremés de los Romances, etc. (Barcelona: Araluce, 1930); Los locos y el Quijote (Buenos Aires: Imp. Mercatali, 1920); Miscelánea erudita I-IV (New York-Paris: Imprimerie Sainte Catherine, 1925); Estudios sobre literatura española (1928), Jáuregui y Lope (Santander: Tip. J. Martínez, 1926); El Horóscopo de Lope de Vega, separata de Humanidades, tomo XV, Buenos Aires: Imprenta y Casa Editora Coni, 1927.
También escribió ocasionalmente poesía: De la España vieja, (Buenos Aires, 1923).
- Datos: Q6300537